# مفوضيات البلطيق (1940-1991)
كانت مفوضيات البلطيق البعثات الدبلوماسية لدول البلطيق المنفية من عام 1940 إلى 1991. بعد الاحتلال السوفيتي للبلطيق في عام 1940، أصدرت دول البلطيق تعليمات لدبلوماسييها بالحفاظ على مفوضيات في بلدان أعتمادهم في العواصم الغربية. استمر الاعتراف بأعضاء السلك الدبلوماسي الإستوني واللاتفي والليتواني كممثلين دبلوماسيين لدولهم المستقلة قبل الحرب العالمية الثانية، والتي لم تعترف الولايات المتحدة أو المملكة المتحدة أو فرنسا بضمها من قبل الاتحاد السوفيتي. قدمت المفوضيات خدمات قنصلية للمواطنين المنفيين من دول البلطيق من عام 1940 إلى عام 1991.

## التاريخ

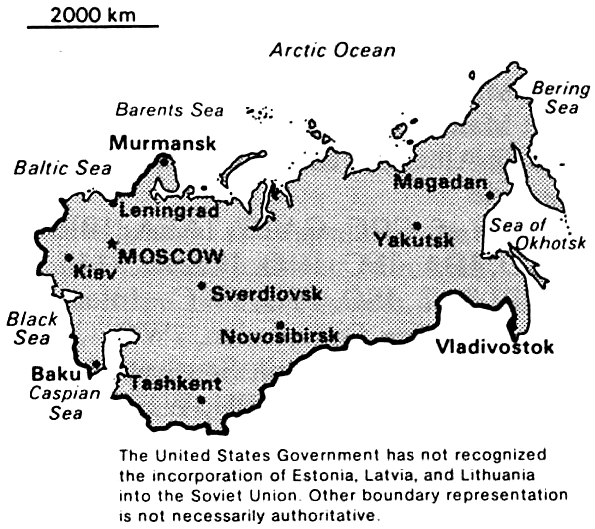
تشير الخريطة المأخوذة من كتاب حقائق العالم لوكالة المخابرات المركزية عام 1990 إلى أن الولايات المتحدة لم تعترف بالاحتلال السوفيتي لدول البلطيق

بين مايو ويونيو 1940، توصلت حكومات البلطيق إلى قرار سري أنه في حالة الطوارئ، تنتقل سلطات الحكومة من تعيين واستدعاء الممثلين الدبلوماسيين والقنصليين إلى رؤساء المفوضيات المعنيين في حالة فقدان الاتصال بالحكومات. بعد الاحتلال السوفياتي في عام 1940، حاولت السلطات السوفيتية تسلم البعثات وعودة الممثلين الدبلوماسيين إلى ديارهم. صدرت قوانين صارمة في عام 1940 للحث على الامتثال؛ تم إعلان الدبلوماسيين الذين رفضوا العودة خارجين عن القانون مع عقوبة الإعدام رميا بالرصاص في غضون 24 ساعة من القبض عليهم.

## أصول المفوضية
احتفظت المفوضيات الثلاث بملكية دبلوماسية واحدة على الأقل في الولايات المتحدة حتى نهاية الحرب الباردة. حافظت لاتفيا وليتوانيا على مفوضياتها الأصلية في واشنطن العاصمة، بينما احتفظت إستونيا بقنصلية في مدينة نيويورك. بعد الحرب العالمية الثانية، ماتت المفوضية كشكل من أشكال التمثيل الدبلوماسي، حيث قامت الدول بترقيتها إلى سفارات. ومع ذلك، لم تسيطر دول البلطيق على أراضيها ولا يمكنها استقبال سفير أمريكي. بحلول عام 1990، كانت مفوضيات البلطيق الثلاث هي المفوضيات الوحيدة المتبقية على القائمة الدبلوماسية لوزارة الخارجية الأمريكية.
تم الحفاظ على المفوضية الإستونية في لندن حتى عام 1989، عندما فرضت الضغوط المالية بيعها.  واصلت المفوضيتان اللاتفية والليتوانية عملهما.  تم نقل مفوضيات البلطيق في باريس بحكم الأمر الواقع إلى السفارة السوفيتية. تم هدم المفوضية الإستونية في عام 1979، وتم تسجيل المفوضية اللاتفية كممتلكات سوفيتية في عام 1967. ومع ذلك، ظلت المفوضية الليتوانية مسجلة لدى حكومة ليتوانيا قبل الحرب، ولم تتمكن السفارة السوفيتية من بيع المبنى. 

## الاستشهادات والمراجع
1. ↑  McHugh، James؛ Pacy، James (2001). Diplomats without a country: Baltic diplomacy, international law, and the Cold War. Greenwood Publishing Group. ISBN:978-0-313-31878-8.
2. ↑  Mälksoo (2003), p. 142.
3. ↑  Kempster، Norman (31 أكتوبر 1988). "Annexed Baltic States: Envoys Hold On to Lonely U.S. Postings". Los Angeles Times. مؤرشف من الأصل في 2023-02-20.
4. ↑  U.S. Department of State (فبراير 1990). Diplomatic List. U.S. Government Printing Office.
5. ↑  Glew، Chris (4 يونيو 2013). "Keeping the flag flying – Estonia's diplomatic solo artists of the Cold War". Estonian World. مؤرشف من الأصل في 2023-02-20.
6. ↑  "Centennial of Latvia's Foreign Service". Latvia.eu (بالإنجليزية). 29 Jul 2019. Archived from the original on 2023-02-20. Retrieved 2020-04-20.
7. ↑  Ziemele، Ineta، المحرر (2002). Baltic yearbook of international law. The Hague: Kluwer Law International. ISBN:9789041117366.